# Kowalice
Kowalice (do 1945 niem. Nikolschmiede) – wieś w Polsce położona w województwie lubuskim, w powiecie żagańskim, w gminie Iłowa. Kowalice leżą w Borach Dolnośląskich nad Czerną Wielką. 
W latach 1975–1998 miejscowość administracyjnie należała do województwa zielonogórskiego.